# Заброшенный (фильм, 2015)
«Заброшенный» (англ. Forsaken) — драматический вестерн режиссёра Джона Кассара. Съёмки картины прошли в июле 2013 года в Калгари (Канада).
Впервые фильм показан на Международном Кинофестивале в Торонто 16 сентября 2015 года. В мировой прокат фильм вышел 19 февраля 2016 года.

## Сюжет
1870-е годы. Ветеран гражданской войны, и бывший наёмный убийца Джон Генри Клейтон (Кифер Сазерленд) возвращается домой после 10 лет отсутствия, чтобы наладить отношения со своим отцом-священником (Дональд Сазерленд). В то же самое время в городе набирает силу банда жестокого Джеймса МакКуди (Брайан Кокс), который вознамерился за гроши скупить все местные фермы и установить в городе свои порядки. Давно разочаровавшемуся в своей жизни неприкаянному герою придётся преодолеть самого себя, чтобы вступить, наконец, в неравную схватку с бандой, положив конец беззаконию.

## Роли
- Кифер Сазерленд — Джон Генри Клейтон
- Дональд Сазерленд — Преподобный Уильям Клейтон
- Брайан Кокс — Джеймс Маккуди
- Майкл Уинкотт — Джентльмен Дейв Тёрнер
- Деми Мур — Мэри Уинстон
- Грег Эллис — Том Уинстон
- Дилан Смит — Малыш Нед
- Крис Иполлито — Боб Уотсон
- Лэндон Либуарон — Уилл Пикард
- Аарон Пул — Френк Тилман
- Уэсли Морган — Сэм Хатч
- Кристофер Розамонд — Дениэл Питерсон
- Майкл Терриоль — доктор Миллер
- Шиван Уильямс — Эмили Чадвик